# 出島川
出島川（でじまがわ）は、徳島県阿南市を流れる一級河川である。

## 地理
阿南市那賀川町上福井に水源があり、那賀川町地区（中島・北中島・みどり台等）を東流し紀伊水道に流れる。
河口右岸付近は那賀川の合流点近くであり、国道55号（阿南道路）付近の川幅が20m程度しかないのに対し、河口水門付近では50m近くの川幅がある。河口左岸付近は徳島県立出島野鳥公園として整備されている。

## 流域の主な施設
- 徳島県立出島野鳥公園
- 阿南市立出島恐竜公園

## 流域の自治体
徳島県
阿南市